# Бейтар (Єрусалим)
Бейта́р Єрусали́м (івр. מועדון כדורגל בית"ר ירושלים; Mōadōn Kadūregel Beitár Yerushaláyim) — професіональний ізраїльський футбольний клуб з міста Єрусалим. Клуб має чи не найбільшу армію фанатів у країні.

## Досягнення
- Чемпіон Ізраїлю (6): 1986/87, 1992/93, 1996/97, 1997/98, 2006/07, 2007/08
- Володар Кубка Ізраїлю (8): 1975/76, 1978/79, 1984/85, 1985/86, 1988/89, 2007/08, 2008/09, 2022/23.
- Володар Кубка ізраїльської ліги (3): 1997/98, 2009/10, 2019/20
- Володар Суперкубка Ізраїлю (2): 1976, 1986.

## Виступи в єврокубках
| Сезон   | Змагання            | Раунд                        | Клуб             | Вдома        | На виїзді | В сукупності |  |
| ------- | ------------------- | ---------------------------- | ---------------- | ------------ | --------- | ------------ |  |
| 1993–94 | Ліга чемпіонів УЄФА | Попередній раунд             | Зімбру           | 2-0          | 1-1       | 3-1          |  |
| 1993–94 | Ліга чемпіонів УЄФА | Перший раунд                 | Лех Познань      | 2-4          | 0-3       | 2-7          |  |
| 1995    | Кубок Інтертото     | Група 10                     | Шарлеруа         | 0-1          | ---       | 4-те         |  |
| 1995    | Кубок Інтертото     | Група 10                     | Бурсаспор        | ---          | 0-2       | 4-те         |  |
| 1995    | Кубок Інтертото     | Група 10                     | Кошице           | 3-5          | ---       | 4-те         |  |
| 1995    | Кубок Інтертото     | Група 10                     | Вімблдон         | ---          | 0-0       | 4-те         |  |
| 1996–97 | Кубок УЄФА          | Попередній раунд             | Флоріана         | 3-1          | 5-1       | 8-2          |  |
| 1996–97 | Кубок УЄФА          | Кваліфікаційний раунд        | Буде-Глімт       | 1-5          | 1-2       | 2-7          |  |
| 1997–98 | Ліга чемпіонів УЄФА | Перший кваліфікаційний раунд | Сілекс           | 3-0          | 0-1       | 3-1          |  |
| 1997–98 | Ліга чемпіонів УЄФА | Другий кваліфікаційний раунд | Спортінг Лісабон | 0-0          | 0-3       | 0-3          |  |
| 1997–98 | Кубок УЄФА          | Перший раунд                 | Брюгге           | 2-1          | 0-3       | 2-4          |  |
| 1998–99 | Кубок УЄФА          | Перший раунд                 | Рейнджерс        | 1-1          | 2-4       | 3-5          |  |
| 2000–01 | Кубок УЄФА          | Кваліфікаційний раунд        | ВІТ Джорджія     | 1-1          | 3-0       | 4-1          |  |
| 2000–01 | Кубок УЄФА          | Перший раунд                 | ПАОК             | 3-3          | 1-3       | 4-6          |  |
| 2005    | Кубок Інтертото     | Перший раунд                 | Сілекс           | 4-3          | 2-1       | 6-4          |  |
| 2005    | Кубок Інтертото     | Другий раунд                 | Слован Ліберець  | 1-2          | 1-5       | 2-7          |  |
| 2006–07 | Кубок УЄФА          | Другий кваліфікаційний раунд | Динамо Бухарест  | 1-1          | 0-1       | 1-2          |  |
| 2007–08 | Ліга чемпіонів УЄФА | Другий кваліфікаційний раунд | Копенгаген       | 1-1 (дод.ч.) | 0-1       | 1-2          |  |
| 2008–09 | Ліга чемпіонів УЄФА | Другий кваліфікаційний раунд | Вісла Краків     | 2-1          | 0-5       | 2-6          |  |
| 2015–16 | Ліга Європи УЄФА    | Перший кваліфікаційний раунд | Ордабаси         | 2-1          | 0-0       | 2-1          |  |
| 2015–16 | Ліга Європи УЄФА    | Другий кваліфікаційний раунд | Шарлеруа         | 1-4          | 1-5       | 2-9          |  |
| 2016–17 | Ліга Європи УЄФА    | Перший кваліфікаційний раунд | Слобода Тузла    | 1-0          | 0-0       | 1-0          |  |
| 2016–17 | Ліга Європи УЄФА    | Другий кваліфікаційний раунд | Омонія           | 1-0          | 2-3       | 3-3 (г)      |  |
| 2016–17 | Ліга Європи УЄФА    | Третій кваліфікаційний раунд | Єлгава           | 3-0          | 1-1       | 4-1          |  |
| 2016–17 | Ліга Європи УЄФА    | Раунд плей-оф                | Сент-Етьєн       | 1-2          | 0-0       | 1-2          |  |
| 2017–18 | Ліга Європи УЄФА    | Перший кваліфікаційний раунд | Вашаш            | 4-3          | 3-0       | 7-3          |  |
| 2017–18 | Ліга Європи УЄФА    | Другий кваліфікаційний раунд | Ботев Пловдив    | 1-1          | 0-4       | 1-5          |  |
| 2018–19 | Ліга Європи УЄФА    | Перший кваліфікаційний раунд | Чихура           | 1–2          | 0-0       | 1–2          |  |

## Відомі гравці
- Сергій Коновалов
- Олег Кошелюк
- Дмитро Михайленко
- Андрій Пилявський
- Юрій Тарасов
- Сергій Третяк
- Урі Мальміліан
- Галь Альберман
- Шломі Арбайтман
- Кобі Моял
- Мігель Портільйо
- Дерек Боатенг
- Ігор Мітрескі
- Гурам Аджоєв
- Себастьян Васкес